# Comuna Čađavica, Virovitica-Podravina
Čađavica este o comună în cantonul Virovitica-Podravina, Croația, având o populație de 2.009 locuitori (2011).

## Demografie
Componența etnică a comunei Čađavica
     Croați (90,39%)
     Sârbi (8,16%)
     Necunoscut (0,45%)
     Neclasificat (0,8%)
Componența confesională a comunei Čađavica
     Catolici (89,7%)
     Ortodocși (8,26%)
     Necunoscută (0,75%)
     Alte religii (1,29%)
Conform recensământului din 2011, comuna Čađavica avea 2.009 locuitori. Din punct de vedere etnic, majoritatea locuitorilor (90,39%) erau croați, cu o minoritate de sârbi (8,16%). Apartenența etnică nu este cunoscută în cazul a 0,45% din locuitori. Din punct de vedere confesional, majoritatea locuitorilor (89,7%) erau catolici, cu o minoritate de ortodocși (8,26%). Pentru 0,75% din locuitori nu este cunoscută apartenența confesională.